# Ratyczów
Ratyczów [pronunciación en polaco: /raˈtɨt͡ʂuf/] es un pueblo en el distrito administrativo de Gmina Łaszczów, dentro del Distrito de Tomaszów Lubelski, Voivodato de Lublin, en el este de Polonia. Se encuentra aproximadamente 4 kilómetros al sur de Łaszczów, 22 kilómetros al este de Tomaszów Lubelski, y 116 kilómetros al sudeste de la capital regional Lublin.